# Hroznata
Blahoslavený Hroznata z Ovence byl český šlechtic, narozený kolem roku 1160 (někdy se uvádí i letopočet 1170) jako syn Hroznatovce Sezemy, číšníka královny Judity, a Dobroslavy, která zřejmě pocházela z rodu Drslaviců. Od blahoslaveného Hroznaty odvozuje svůj původ šlechtický rod Vrtbů.

## Život

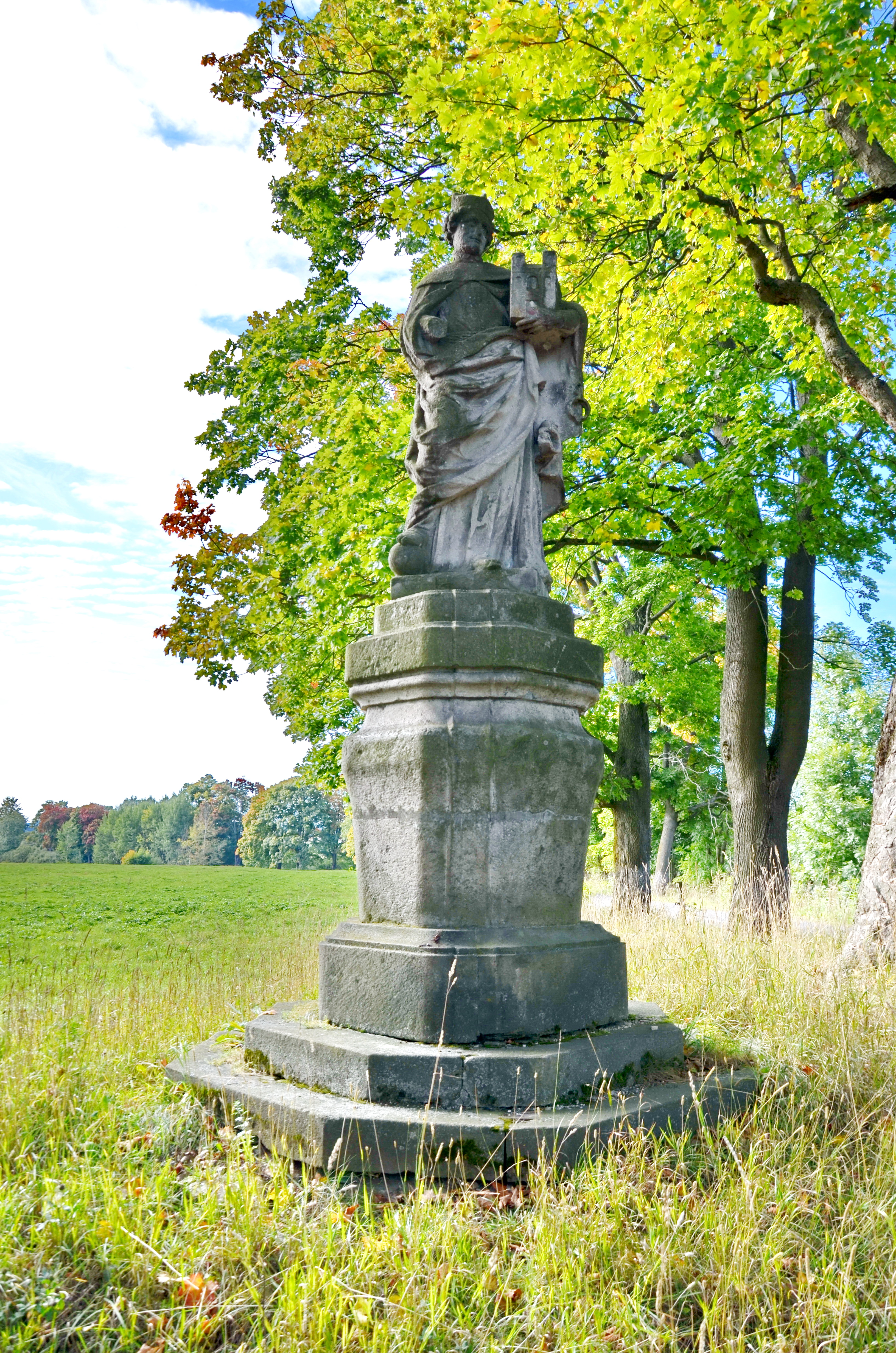
Socha Hroznaty v tepelském klášteře

Po předčasné smrti otce Sezemy z Krašova, který padl v bitvě u Loděnice roku 1179, byl vychováván u své sestry Vojslavy, která byla provdána v Krakově za krakovského purkrabího či městského prefekta. Měl bratra Arnošta. Páni z Gutštejna také pravděpodobně vycházejí z jejich rodu. Hroznata jako jeden z prvních použil i svoji pečeť (trojice jeleních paroží – roku 1197), přivěšenou modrým provázkem.
Nadaný mladý muž se po návratu do Čech oženil, ale brzy ztratil svého syna i manželku. V roce 1193, výměnou za slib účasti na křížové výpravě do Svaté země, založil na svém panství v Teplé klášter premonstrátů a kolem roku 1200 klášter pro sestry-premonstrátky v Chotěšově. Podle tradice byl později v Římě papežem Inocencem III. oblečen do bílého hábitu premonstrátů a stal se řeholníkem v nově založeném tepelském klášteře.
Již předtím vlastnil několik obcí na Litoměřicku a Českolipsku. Je doloženo z roku 1197, že mu patřila ves Jezvé, ležící v dnešním okrese Česká Lípa.
Díky bohatým zkušenostem ho opat Jan jmenoval svým zástupcem a správcem majetku. Ze všech sil se potom řeholní bratr (tj. laik) Hroznata zasazoval za věci kláštera. To bylo nepřátelům kláštera trnem v oku. Byl od nich zajat a uvězněn v hradu Kinsperk (historik Petr Kubín uvádí hrad Hohenberg nad Ohří), a protože odmítal zaplatit výkupné, nechali ho zemřít hlady. Stalo se tak 14. července 1217 (nebo 14. července 1218, nebo 12. července 1217, nebo 12. července 1218).
Již v polovině 13. století byl sepsán Hroznatův životopis: Vita fratris Hroznatae. Papež Lev XIII. potvrdil roku 1897 jeho uctívání jako blahoslaveného a o 100 let později byl papežem sv. Janem Pavlem II. jmenován patronem nově vzniklé Plzeňské diecéze a též patronem vězňů svědomí a vězňů pro víru v Boha a pronásledovaných křesťanů.[zdroj?] Na počátku roku 2004 zahájil tehdejší (římskokatolický) plzeňský diecézní biskup František Radkovský kanonizační proces.